# Chiesa di Sant'Andrea Apostolo (Montefiorino)
La chiesa di Sant'Andrea Apostolo è la parrocchiale patronale di Vitriola, frazione del comune italiano di Montefiorino, in provincia di Modena. Appartiene al vicariato del Dragone nell'arcidiocesi di Modena-Nonantola. Il primitivo luogo di culto risale all'XI secolo.

## Storia
La tradizione popolare vuole che l'antico luogo di culto sia stato edificato per volere della contessa Matilde di Canossa mentre sembra più verosimile che sia stata Beatrice di Lotaringia, la madre, a farla costruire entrò la metà dell'XI secolo, nello stesso periodo nel quale fu fondata l'abbazia di Frassinoro. Fu solo molti secoli più tardi, nel 1841, che venne edificata la canonica e subito dopo, su progetto dell'architetto Cesare Costa, che l'intero edificio venne ricostruito secondo il gusto neoclassico. Malgrado tale intervento la chiesa mantenne la sua semplicità architettonica romanica e al complesso venne aggiunto la torre campanaria recente, in sostituzione della precedente che fu abbattuta nel 1875. Un importante lavoro di restauro conservativo e di messa in sicurezza è stato realizzato dopo il sisma che colpito il territorio nel mese di ottobre del 2000.

## Descrizione

### Esterni
La chiesa si trova a Vitriola, frazione posta ad est rispetto al comune di Montefiorino in provincia di Modena. La facciata a capanna è molto semplice in pietra a vista realizzata durante il rifacimento ottocentesco e caratterizzata dal portale di accesso architravato incorniciato in un volto rientrante con arco a tutto sesto comprendente anche una finestra a lunetta cieca con bassorilievo e sormontato in asse da un piccolo oculo che porta luce alla sala. La torre campanaria si alza in posizione discostata dalla chiesa. La sua cella si apre con quattro finestre a monofora. Sul colmo del tetto della chiesa è presente anche un piccolo campanile a vela e la copertura è data da lastroni in pietra arenaria.

### Interni
Anticamente la navata interna era unica con copertura in legno. Dopo la seconda metà del XIX secolo la sala si presenta in tre navate ognuna con la propria abside. All'interno sono conservate alcune opere di pregio artistico come gli antichi capitelli sulle colonne, una storica acquasantiera attribuita al Maestro delle Metope e l'originale bassorilievo in arenaria compreso in una lunetta in arenaria (quello sulla facciata esterna è una sua copia). L'adeguamento liturgico del presbiterio è stato realizzato a partire dal 1990 e si è conservato anche l'altare maggiore originale.